# 阿魯·阿瓊
阿魯·阿瓊（英語：Allu Arjun，1982年4月8日—），印度男演員及製片人，主要在托萊塢工作。他是印度電影界的高收入演員之一，自2014年以來持續登上《富比士印度》百大名人榜；他還贏得了諸多獎項，涵蓋了印度國家電影獎、南印度電影觀眾獎和南迪獎。他普遍被媒體稱為「時尚明星」（Stylish Star）和「偶像明星」（Icon Star）。
阿魯2003年憑藉首部主演的電影《甘戈特里》聲名鵲起，並為此贏得了南迪特別評審獎。他以動作片《邦尼》（2005年）和《無賴英雄》（2007年）鞏固了自己的聲譽。2008年憑藉主演的愛情片《奔跑》贏得首座印度電影觀眾獎最佳泰盧固男主角。其他的成功電影作品如《神愿》（2010年）、《魯德拉瑪德維女王》（2015年）及《普什帕：崛起》（2021年），其中《普什帕：崛起》為他贏得首座印度國家電影獎最佳男主角。

## 早年
阿魯·阿瓊1982年4月8日生於泰米爾納德邦馬德拉斯（現金奈）的泰盧固家庭，父親是電影製片人阿魯·亞拉文，母親是尼爾瑪拉（Nirmala）。祖父是出演過上千部電影的著名喜劇演員阿魯·拉馬林蓋亞。他們的家鄉是安得拉邦西哥達瓦里縣的帕拉乔莱。阿魯·阿瓊在金奈長大，20多歲時全家搬到了海得拉巴。
他是家中三個孩子中的老二；哥哥文卡特許（Venkatesh）是商人，弟弟西里許也是演員。姑姑是演員赤拉尼维之妻蘇雷卡·科尼德拉（Surekha Konidela）。阿魯·阿瓊是演員拉姆·恰蘭的堂兄。

## 個人生活
2011年3月6日，阿魯·阿瓊在海得拉巴與斯內哈·雷迪（Sneha Reddy）結婚。他們有兩個孩子：兒子阿揚（Ayaan）和女兒阿哈（Arha）。阿魯·阿哈在電影《沙库塔拉》（2023年）中首次亮相大銀幕。2016年，阿魯·阿瓊與和布法罗狂野鸡翅合作創辦了一家名為的夜總會。

## 備註
1. 1 2  雖然一些可靠來源確認他的出生年份為1983年[1][2]，但他接受《寶萊塢生活》採訪時表示，自己出生於1982年[3]。

## 外部連結
- 阿魯·阿瓊在互联网电影资料库（IMDb）上的資料（英文）
- 烂蕃茄上的阿魯·阿瓊